# Themis (planetka)
(24) Themis je planetka nacházející se v hlavním pásu asteroidů. Její průměr činí 198±20 km. Byla objevena 5. dubna 1853 italským astronomem A. de Gasparisem. Na jejím povrchu byla objevena voda a směs organických látek.
Své pojmenování nese po řecké bohyni Themis.